# Odprto prvenstvo Anglije 1978
Odprto prvenstvo Anglije 1978 je teniški turnir za Grand Slam, ki je med 28. junijem in 8. julijem 1978 potekal v Londonu.

## Moški posamično
Björn Borg :  Jimmy Connors 6-2, 6-2, 6-3

## Ženske posamično
Martina Navratilova :  Chris Evert 2-6, 6-4, 7-5

## Moške dvojice
Bob Hewitt /  Frew McMillan :  John McEnroe /  Peter Fleming 6-1, 6-4, 6-2

## Ženske dvojice
Kerry Melville Reid /  Wendy Turnbull :  Mima Jaušovec /  Virginia Ruzici 4-6, 9-8(10), 6-3

## Mešane dvojice
Frew McMillan /  Betty Stove :  Ray Ruffels /  Billie Jean King 6-2, 6-2